# Neuville-près-Sées
Neuville-près-Sées is een plaats en voormalige gemeente in het Franse departement Orne in de regio Normandië en telt 136 inwoners (1999). De plaats maakt deel uit van het arrondissement Alençon.

## Geschiedenis
januari 2016 werd Neuville-près-Sées opgeheven en samengevoegd met de gemeenten Chailloué en Marmouillé tot een nieuwe gemeente, (eveneens) geheten Chailloué.

## Geografie
De oppervlakte van Neuville-près-Sées bedraagt 14,9 km², de bevolkingsdichtheid is 9,1 inwoners per km².
De onderstaande kaart toont de ligging van Neuville-près-Sées met de belangrijkste infrastructuur en aangrenzende gemeenten.

## Demografie
Onderstaande figuur toont het verloop van het inwonertal (bron: INSEE-tellingen).